# Dean Lewis (chanteur)
Pour les articles homonymes, voir Dean Lewis et Lewis.
Dean Lewis est un chanteur et compositeur australien né le 21 octobre 1987 à Sydney.
Il est surtout connu pour son premier single Waves (en) (2017), certifié triple disque de platine en Australie et son single de Be Alright (en) (2018) qui a atteint la première place en Australie et est certifié quadruple disque de platine.
Son premier album A Place We knew est sorti le 22 mars 2019

## Carrière

### 2016-2017: Début de carrière
Dean Lewis a commencé la musique après avoir regardé un live d'Oasis en 2005. Il dit qu'il "se souvient avoir regardé Liam Gallagher partir avec son chapeau et sa veste rouge et le regarder avec Noel, ils étaient les gars les plus cool. J'ai passé les cinq années suivantes à regarder toutes les vidéos d'Oasis, en gros c'est Noel Gallagher qui m'a  appris à écrire une chanson".
Lewis a signé son contrat d'enregistrement avec Specific Music en 2014, et un contrat important avec Island Records et Universal Music Australia en mars 2016. Lewis a sorti son premier sigle "Waves" le 30 septembre 2016 qui a atteint la place 12 dans le classement The Australian ARIA Charts. La chanson a été mise en avant dans de nombreuses séries américaines comme Suits, Greys Anatomy, Valor, Riverdale, All American, Shadowhunters : The Mortal Instruments et Magnum P.I. Depuis, la chanson été six fois disque de platine par ARIA.

## Discographie

### Singles
- 2016 : Waves
- 2017 : Waves (Acoustic)
- 2017 : Need You Now
- 2017 : Lose My Mind (Acoustic)
- 2018 : Waves (JordanXL Remix)
- 2018 : Be Alright
- 2018 : Be Alright (Sped Up)
- 2018 : Be Alright (Slowed + Reverb)
- 2018 : Be Alright (Acoustic)
- 2019 : 7 Minutes
- 2019 : Stay Awake
- 2019 : Stay Awake (Acoustic)
- 2019 : Used to Love
- 2020 : Used to Love (Acoustic Version) (feat. Martin Garrix)
- 2021 : Falling Up
- 2021 : Falling Up (Acoustic Version)
- 2021 : Looks Like Me
- 2021 : Looks Like Me (Acoustic Version)
- 2022 : Hurtless
- 2022 : Hurtless (Acoustic)
- 2022 : Hurtless (Chuksie Remix)
- 2022 : Never Really Loved Me
- 2022 : Lost Without You
- 2022 : How Do I Say Goodbye
- 2022 : How Do I Say Goodbye (Chuksie Remix)
- 2022 : How Do I Say Goodbye (Acoustic)
- 2022 : How Do I Say Goodbye (Sped Up)
- 2022 : How Do I Say Goodbye (Slowed + Reverb)
- 2023 : How Do I Say Goodbye (Tiësto Remix)
- 2023 : How Do I Say Goodbye (Frank Walker Remix)
- 2023 : In a Perfect World (feat. Julia Michaels)
- 2023 : In a Perfect World (feat. Julia Michaels) (Sped Up)
- 2023 : In a Perfect World (feat. Julia Michaels) (Slowed + Reverb)
- 2023 : In a Perfect World (feat. Julia Michaels) (Acoustic)
- 2023 : Trust Me Mate
- 2023 : Trust Me Mate (Acoustic)
- 2023 : Trust Me Mate (Sped Up)
- 2023 : Trust Me Mate (Slowed + Reverb)
- 2024 : Memories
- 2024 : Memories (Sped Up)
- 2024 : Memories (Slowed + Reverb)
- 2024 : The Last Bit of Us
- 2024 : The Last Bit of Us (Chuksie Remix)
- 2024 : All I Ever Wanted
- 2024 : All I Ever Wanted (Sped Up)
- 2024 : All I Ever Wanted (Slowed + Reverb)
- 2024 : All I Ever Wanted (Acoustic)
- 2024 : Rest (feat. Sasha Alex Sloan)
- 2024 : Rest (feat. Sasha Alex Sloan) (Wedding Version)
- 2024 : Fix You (feat. Daniel Seavey)
- 2025 : With You
- 2025 : With You (Sped Up)
- 2025 : With You (Slowed + Reverb)
- 2025 : With You (feat. Sofia Camara)
- 2025 : I Hate That It's True
- 2025 : I Hate That It's True (Acoustic Version)
- 2025 : Truth
- 2025 : Learn to Love